# Varde
Varde anhörenⓘ ist eine dänische Kleinstadt im südwestlichen Jütland und Verwaltungssitz der Kommune Varde, Region Syddanmark.

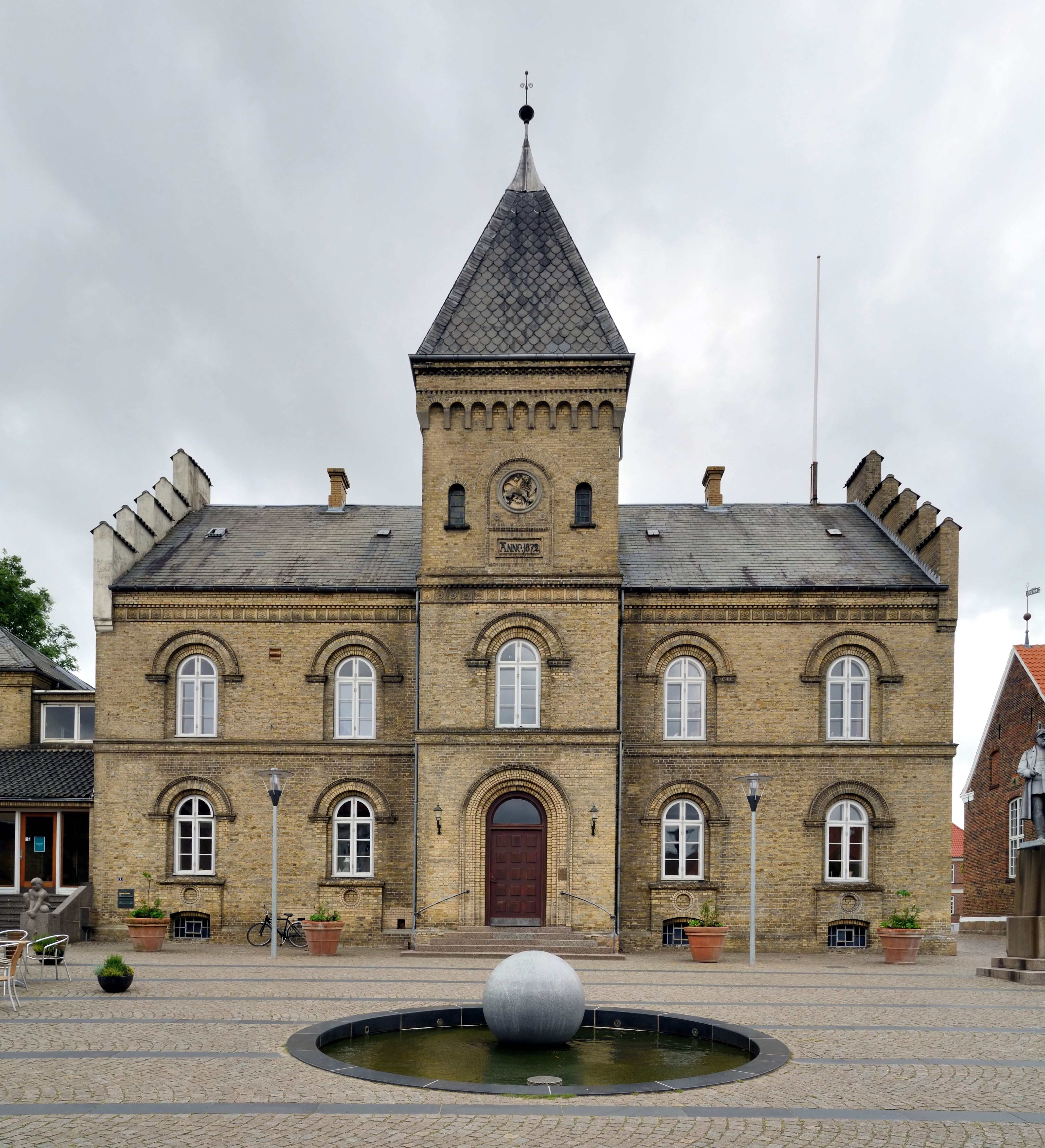
Varde - Rathaus

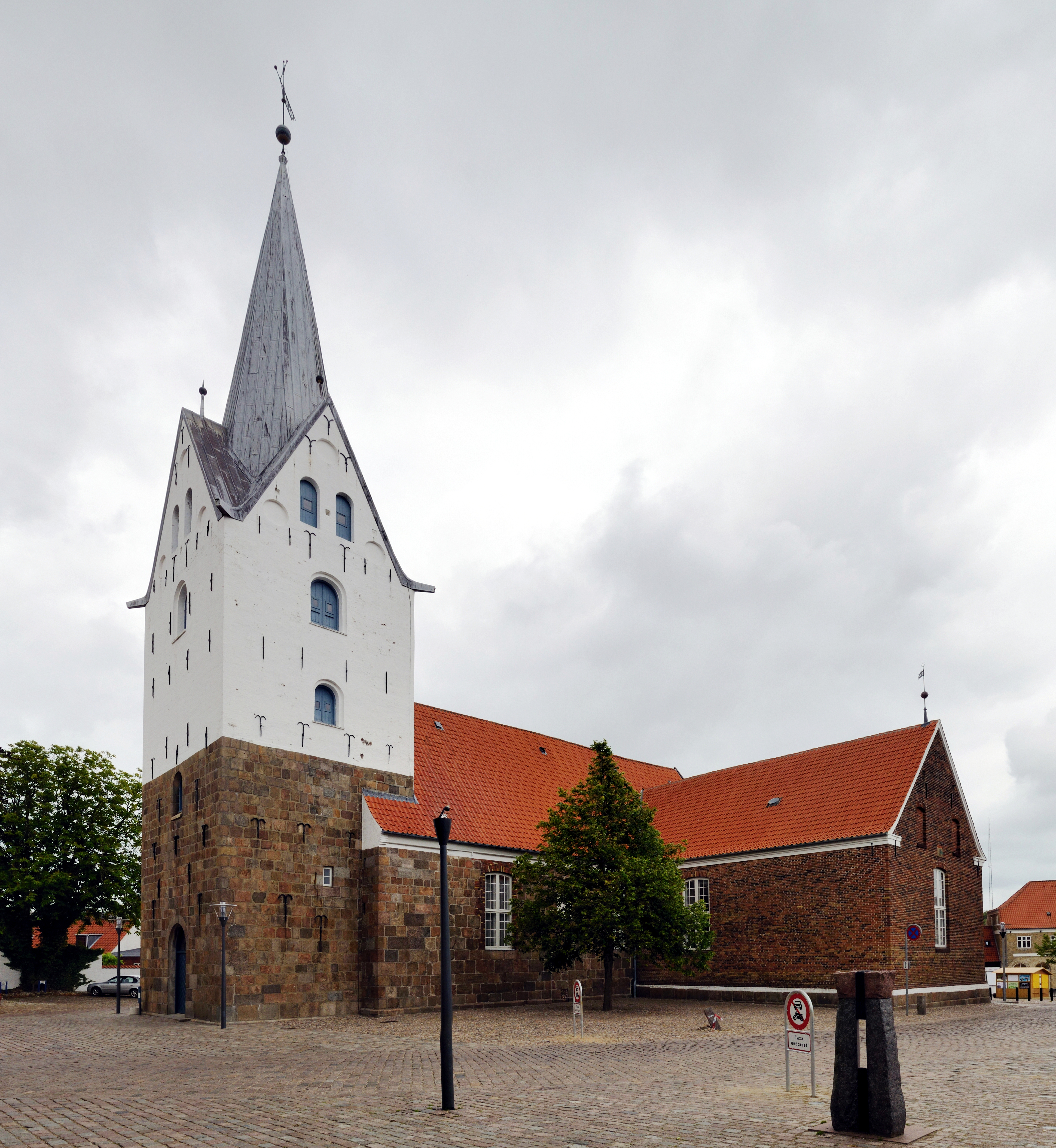
Varde - St.-Jacobi-Kirche

Sie liegt im südwestlichen Teil von Jütland, ungefähr 15 Kilometer nördlich von Esbjerg. Die Stadt hat 14.022 Einwohner (2020), ist die Hauptstadt in der Gemeinde von Varde und gehört, wie der restliche südliche Teil von Jütland, zur Region Syddanmark (Süddänemark).
Die Stadt Varde liegt beim Flüsschen Varde, die Stadtmitte ist von alten Bauten geprägt. Varde ist im Sommer aufgrund der kurzen Entfernung zur Nordsee eine Ferien- und Tourismusstadt. Das Alter von Varde ist nicht genau bekannt, aber Varde wird in schriftlichen Quellen erstmals 1107 erwähnt.
Von Beginn an tritt der Städtename Varde in zwei Versionen auf: Warwath und Warwick. Das Präfix „War-“ ist in beiden Versionen als „Grünland“, „Strand“ oder als ein anderes unkultiviertes Gebiet aufzufassen. Die zwei Suffixe „wath“ und „wik“ stehen für die Begriffe „Furt“ und „Bucht“ Die Erklärung für die divergierenden Stadtnamen liegt darin, dass die Stadt von der Land- oder der Wasserseite aus betrachtet wurde.
Wie auch viele andere ältere Städte in Dänemark liegt Varde in einem Gebiet, wo die Landschaft Besiedlung oder andere menschliche Aktivität begünstigt. Die Stadt ist deshalb in der Nähe eines Flüsschen mit einer Anlaufstelle für Schiffe oder Boote entstanden, an einer Stelle, wo der von Nord nach Süd gehende Verkehr eine Furt oder Überquerungsstelle vorfand, die später von einer Brücke überspannt wurde.

## Geschichte
Dass die Region schon in der Bronzezeit bewohnt war, belegt das Ganggrab von Mejls, eines der wenigen erhaltenen Großsteingräber in dieser Region.
Varde war schon im Mittelalter durch ausreichenden Abstand von der Küste und durch die Nachbarschaft zur königlichen Burg (Vardehus) einigermaßen geschützt, wo sich das Verwaltungszentrum befand. Dort regierte eine Art königlichen Amtmannes, der sogenannte „Bryde“, in ganz Varde Syssel, einem Gebiet von der Größe des früheren Amtes Ribe. Varde war im Mittelalter mit zwei Kirchen ausgestattet. In der Wikingerzeit gab es nahe der späteren St.-Jacobi-Schule ein Wikingerlager.

### Stadt/Gemeinde 1442
Das Handelsstadtsiegel von Varde ist das älteste Stadtwappen Dänemarks. Es stellt einen blauen Schild mit einem gehenden Goldenen Leoparden mit roter Zunge dar. Er sieht allerdings eher einem Löwen ähnlich.
Handel und Handwerk prägten schon früh die Stadt, dementsprechend gestand König Christoph III. im August 1442 Varde die ersten Stadtprivilegien zu. Damit wurde der Landhandel, der sogenannte „Landprang“ verboten. Zugleich erhielten die Kaufleute der Stadt ein exklusives Recht in der Stadt Handel zu treiben. Der königliche Privilegbrief von 1442 ist nur durch eine Abschrift von 1648 überliefert.

### Königliche Burgen beim Flüsschen Varde
Schriftliche Quellen aus dem 11. Jahrhundert erwähnen mehrmals den „Bryden“ in Varde. In seiner Eigenschaft als örtlicher Repräsentant des Königs muss dieser hochstehende Stellvertreter Residenz im lokalen Königsitz, dem Vardehus, genommen haben. Die älteste Burg in Varde lag westlich der Stadt, gleich neben dem Flüsschen von Varde.
Um 1300 wurde die Burg jedoch an einen kleinen Werder beim Flüsschen nahe dem südlichen Teil der Stadt verlegt. Als Folge eines Aufstandes im Jahr 1439 wurde die Burg, Vardehus II, von aufständischen Bauern gestürmt und zerstört. Im selben Jahr folgte die Antwort des Reichsrates und Varde wurde niedergebrannt. An beiden Burgstellen wurden kleinere Ausgrabungen durchgeführt, und eine Reihe von Funden gemacht, die im Museum von Varde aufbewahrt werden.
Die Halbinsel Skallingen entstand 1634 bei einer Sturmflut, der Burchardiflut.

### Der zentrale Platz in der Innenstadt von Varde
Am Hauptplatz von Varde liegen unter anderem die Kirche St. Jacobi aus dem 11. Jahrhundert, das Haus von Sillasen aus dem Jahr 1797, das alte Rathaus von 1872 und der Schultzke Hof. Um 1900 bestand auf diesem zentralen Platz ein Viehmarkt und später ein Busbahnhof. Er wird derzeit für Markttage und öffentliche Veranstaltungen genutzt und erhielt 2003 einen neuen Belag. Die Landschaftsarchitektin Charlotte Horn ließ sich bei der Neugestaltung von dem Flüsschen Varde und den Vardemuscheln mit der charakteristischen schwarzen Perle inspirieren. Vor alten Rathaus von Varde liegt ein Becken mit Wasser und ein großer, runder, schwarzer Stein, der die Perle von Varde symbolisiert. Von dort aus verläuft ein verkleinerter Abschnitt der Varde über den Platz.

### Zweiter Weltkrieg
Große Teile der Naturgebiete nahe der Küste sind militärische Übungsgebiete, die aber besucht werden können, wenn nicht die rote Signalflagge gehisst ist. In der Gemeinde von Varde befinden sich drei Kasernen, nämlich in Varde, Oksbøl und Nymindegab. Nymindegablejren wurde von der deutschen Wehrmacht 1941 als Flugabwehrartillerieschule errichtet. Die Kaserne sollte aus der Luft wie eine kleine Stadt aussehen, damit sie nicht beschossen wurde. Unmittelbar neben der Kaserne erstreckte sich der Atlantikwall, der sich vom Nordkap in Norwegen bis in die Pyrenäen nahe der spanischen Grenze erstreckte. Deswegen liegen entlang der Küste viele freigelegte Bunker, die als dauerhafte Mahnmale des Zweiten Weltkriegs dienen. Unter diesen findet man z. B. die Tirpitz-Stellung (Batterie Vogelnest), die den Seeweg zum Hafen in Esbjerg schützen sollte, aber nie fertiggestellt wurde.
Da die Westküste Jütlands von der Wehrmacht vermint worden war, musste die Küste nach dem Zweiten Weltkrieg von Minen geräumt werden. Die Räumung entlang der westlichen Küste Dänemarks wurde 2015 im dänischen Film „Undet Sandet“ (Unter dem Sand – Das Versprechen der Freiheit) problematisiert, in dem die Verhältnisse der deutschen Soldaten, die nach dem Zweiten Weltkrieg die Minen räumten, beschrieben werden. Es starben nach dem Zweiten Weltkrieg mehr deutsche Soldaten beim Räumen der Minen als zuvor bei der Invasion und Okkupation Dänemarks von 1940 bis 1945. Auf Skallingen befand sich das letzte Minenfeld Dänemarks. Die letzten Minen wurden erst 2012 geräumt.

### Gemeinde/Kommune von Varde

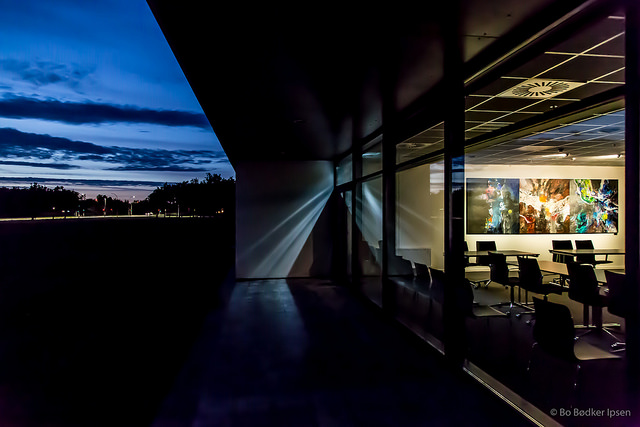
Tyrrestrup Malerei in der Ratskammer von Varde Kommune

Die derzeitige Gemeinde/Kommune von Varde entstand 2007 infolge der „Kommunalreform“, wodurch die vorherige Kommune mit den Gemeinden Blaabjerg, Blåvands Huk, Helle und Ølgod zusammengefasst wurde. Mit einer Fläche von 1240,1 km² ist sie seither die fünftgrößte Gemeinde Dänemarks. Das neue Rathaus der Kommune liegt am Bytoften 2 in Varde. Es wurde im Sommer 2015 eingeweiht.
| Entwicklung der Einwohnerzahl (1. Januar):                                                                                      | Entwicklung der Einwohnerzahl (1. Januar):                                                                      |
| --- | --- |
| - 1976 - 10.688 - 1981 - 10.888 - 1986 - 11.432 - 1990 - 11.972 - 1996 - 11.289 - 2000 - 12.712 - 2002 - 12.861 - 2004 - 12.756 | - 2006 - 12.791 - 2007 - 12.690 - 2008 - 12.913 - 2009 - 13.054 - 2010 - 13.090 - 2015 - 13.771 - 2020 - 14.022 |

Varde ist die Hauptstadt der gleichnamigen Gemeinde und mit etwas über 14.000 Einwohnern die größte Stadt der Gemeinde, gefolgt von Ølgod und Oksbøl mit 3853 beziehungsweise 2852 Einwohnern. Alles in allem leben in der Gemeinde von Varde 50.122 Einwohner mit festem Wohnsitz.

## Geografie

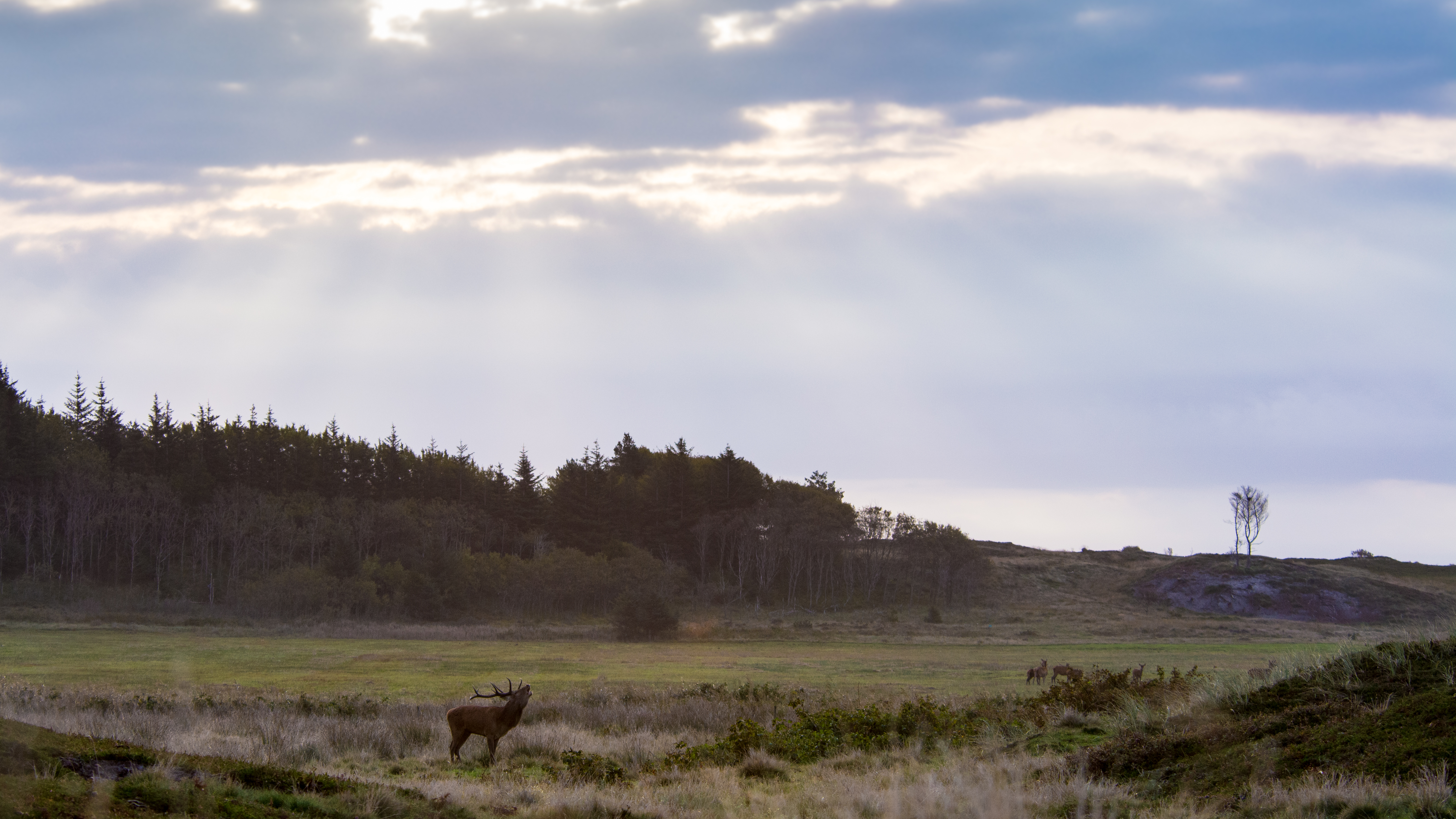
Rotwild in der Natur von Varde

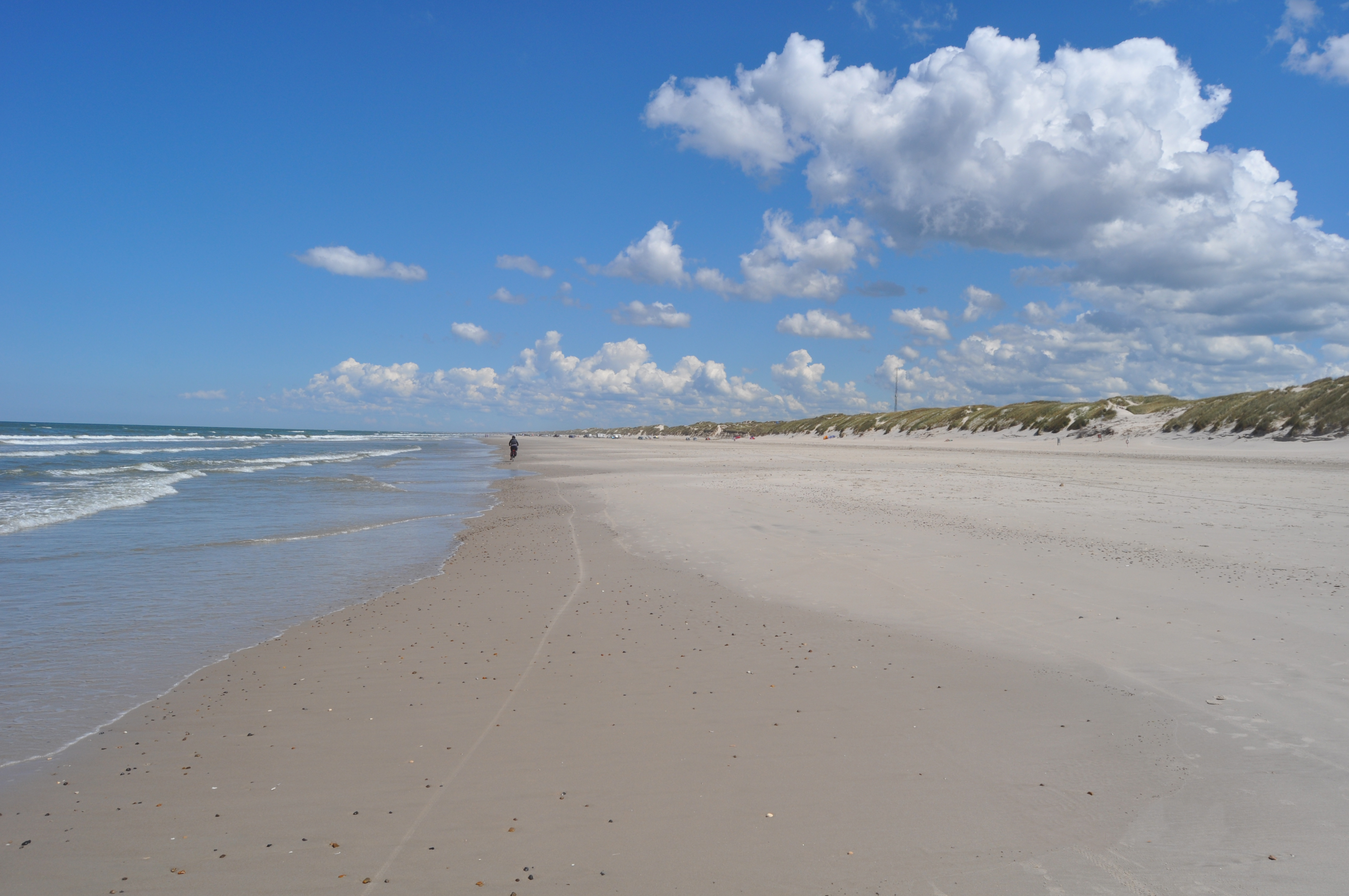
Vejers Strand

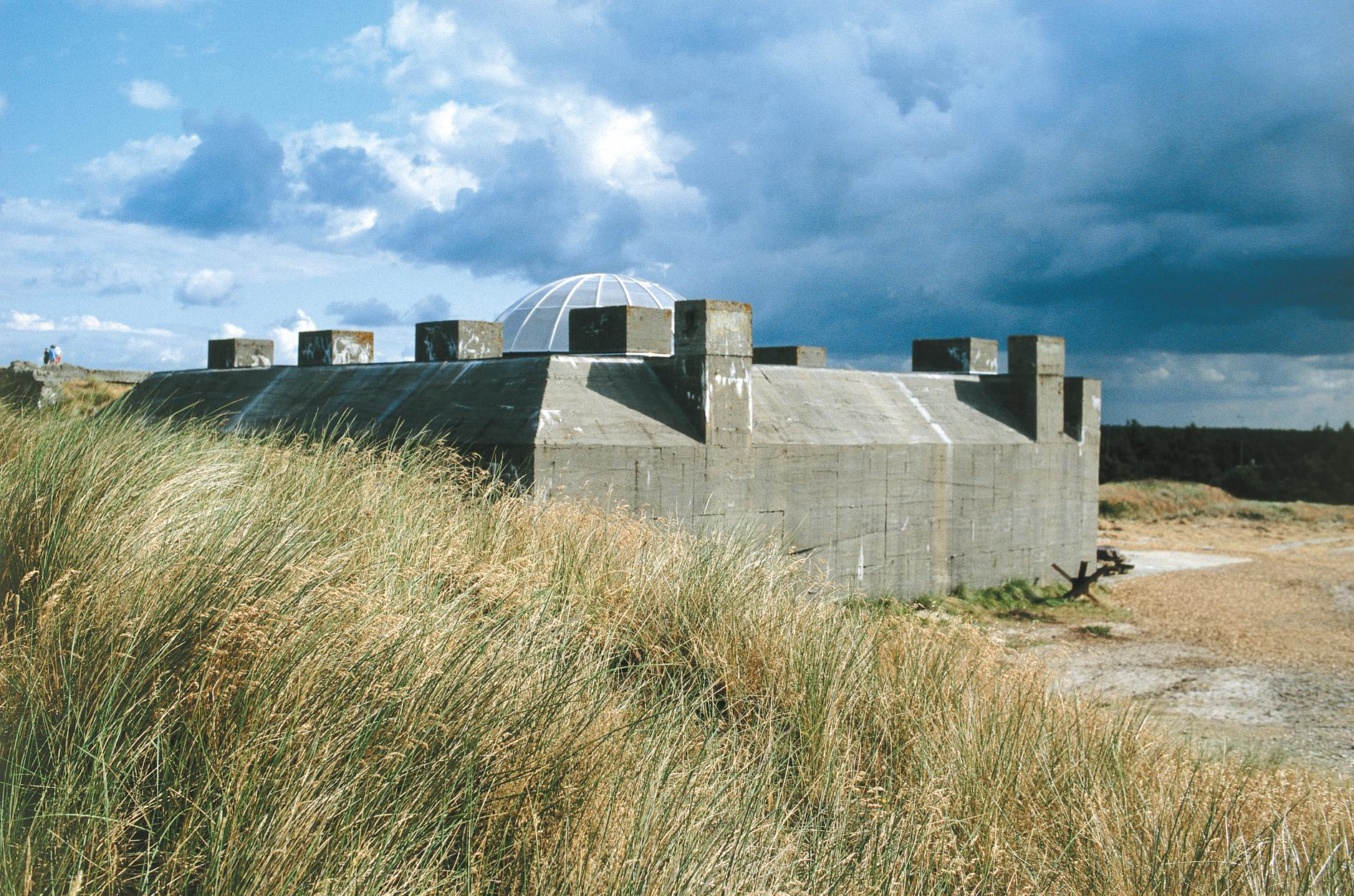
Tirpitzstillingen - Batterie Vogelnest

Varde erstreckt sich von Ansager im Osten bis Blåvands Huk an der Nordsee im Westen, von Skallingen im Süden bis Nymindegab/Ølgod im Norden. Die Gemeinde mit ihrer ausgedehnten Fläche birgt eine Reihe von Landschaftstypen.
In der Gemeinde von Varde treffen Nationalpark Vadehavet, der im Juni 2014, zusammen mit Wattgebieten in Deutschland und den Niederlanden, zum UNESCO-Welterbe erhoben wurde, und Naturpark Vesterhavet aufeinander, der sich über eine Fläche von 22.500 Hektar zwischen Blåvands Huk und Nymindegab ausbreitet. Die Parks entlang der Küste von Varde bieten zahlreiche Landschaftsformen, darunter vor allem Dünenlandschaften, Heide, Dünenplantagen, also Schutzwälder, küstennahe Seen und große Wattflächen.
Wo Nationalpark und Naturpark aufeinandertreffen, liegt der westlichste Punkt Dänemarks, der vom Leuchtturm in Blåvand überragt wird und früher die Schiffe um Horns Rev leiten sollte, wo sich die Sandbänke weit in das Meer erstrecken.

## Sehenswürdigkeiten im Umland

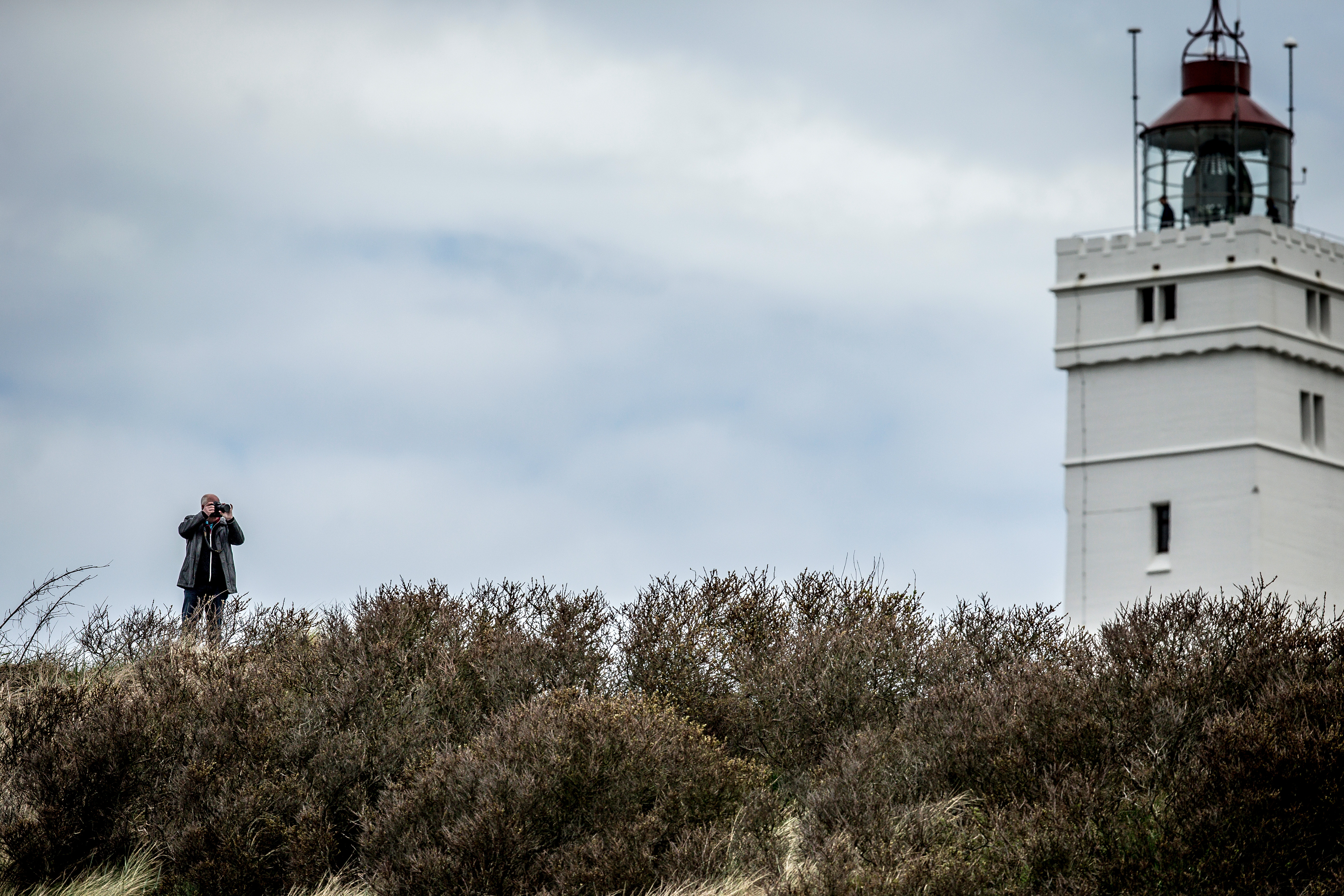
Der Leuchtturm von Blåvand(Varde)

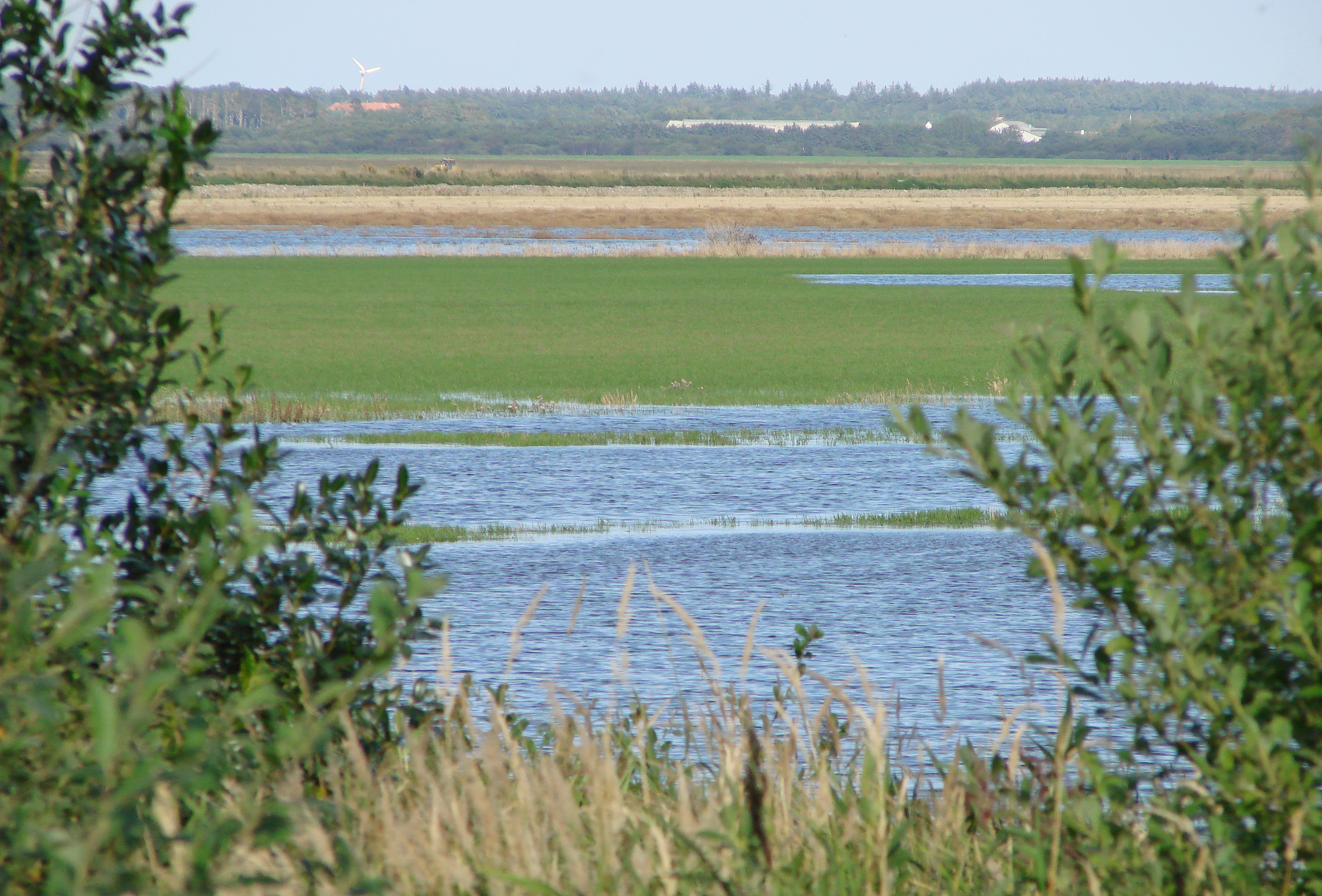
Die Wiederherstellung von Filsø

Das Museum von Varde Stadt und Umgebung funktioniert als Dachorganisation für die Museen in der Gemeinde von Varde. Unter diesen findet man das Museum von Varde, die
Tirpitzstillingen (Batterie Vogelnest), das Museum von Nymindegab, das dänische Bernsteinmuseum usw.
Die Tirpitz-Stellung (Batterie Vogelnest) wurde seit 2015 umgebaut und bietet nach der Fertigstellung 2017 neben dem Bunker Ausstellungen über den Atlantikwall, das Leben an der Westküste und eine Bernsteinsammlung.
Die Ministadt von Varde im Arnbjergpark ist eine verkleinerte Ausgabe der Stadt Varde anno 1866 im Größenverhältnis 1:10, die mit Hilfe von zwölf Freiwilligen, sogenannten Minimaurern, entstand, deren Arbeit an den Miniaturhäusern von Mai bis Oktober zu sehen ist.
Tambours Garten ist eine Gartenanlage mit vielen seltenen Pflanzen.
Blåvands Huk (Der Leuchtturm von Blåvand), der westlichste Punkt Dänemarks, mit Blick auf den Windmühlen von Horns Rev.
Die breiten Strände von Blåvand, Vejers Strand und Henne Strand ziehen viele Touristen an.
Der See von Filsø war der zweitgrößte See Dänemarks, bis er in der Mitte des 18. Jahrhunderts für landwirtschaftliche Zwecke trockengelegt wurde. 2010 wurde das Gebiet von der Naturstiftung von Aage V. Jensen – Filsø Avlsgods erworben, mit dem Ziel, den See wiederherzustellen. 2012 wurde wieder Wasser in den einstigen See eingeleitet.
Die Sommerspiele von Varde werden vom Amateurtheater 7-Kanten arrangiert, jedes Jahr wird einen Monat lang eine neue Theatervorstellung aufgeführt.
Nationalpark Vadehavet (Nationalpark Wattenmeer) UNESCO-Welterbe – ein ausgedehntes Wattgebiet von Varde im Norden bis an die deutsche Grenze im Süden.
Naturpark Vesterhavet – 22.500 Hektar großer Naturpark zwischen Blåvands Huk und Nymindegab
Skallingen – Die Halbinsel entstand 1634 bei einer Sturmflut, der Burchardiflut. Skallingen enthielt lange das letzte Minenfeld Dänemarks, die letzten Minen wurden erst 2012 geräumt.
Das Ganggrab von Mejls – Eines der wenigen erhaltenen Großsteingräber in diesem Bereich.

## Kunst und Baustil

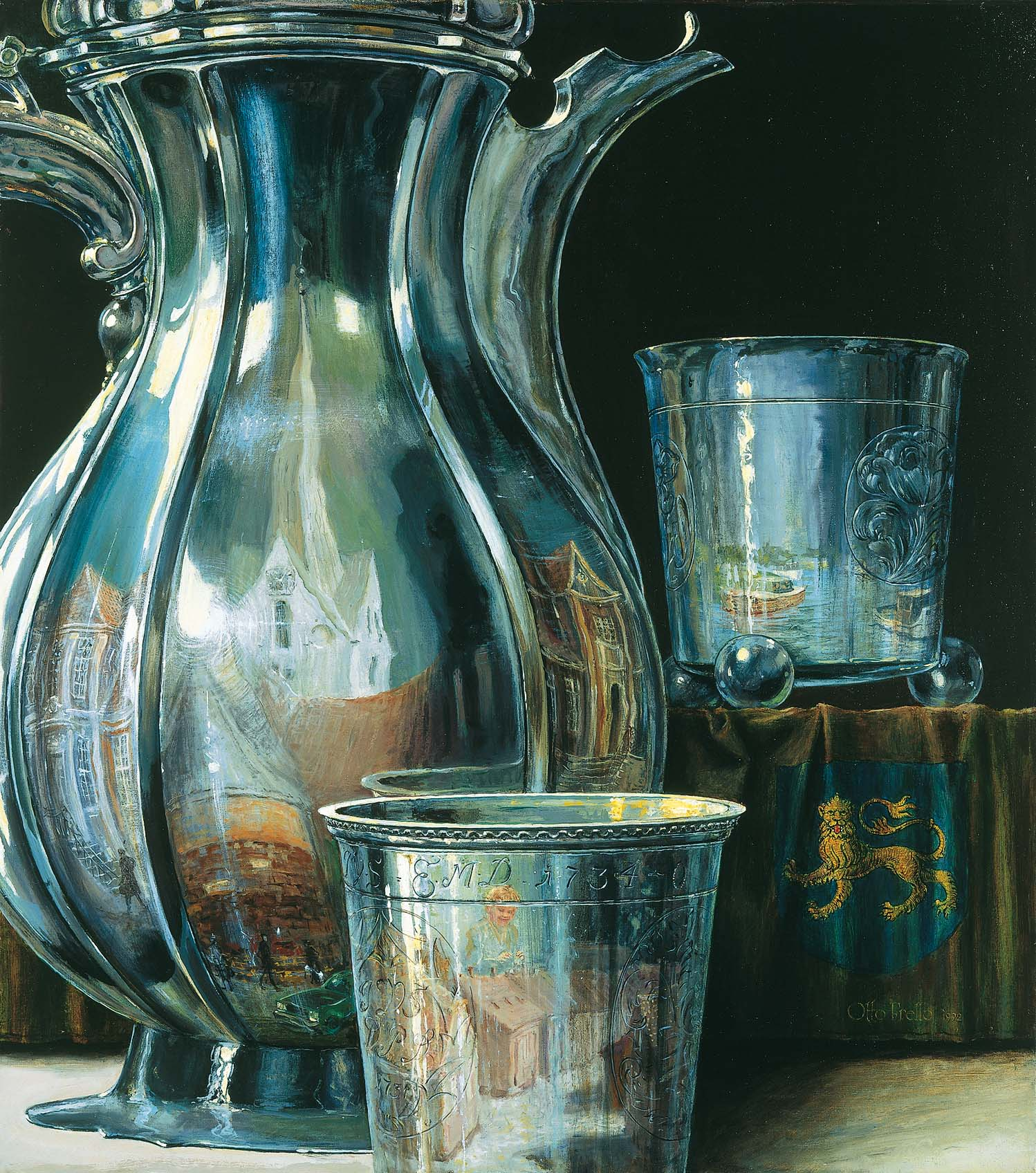
Spejlinger - Spiegelungen

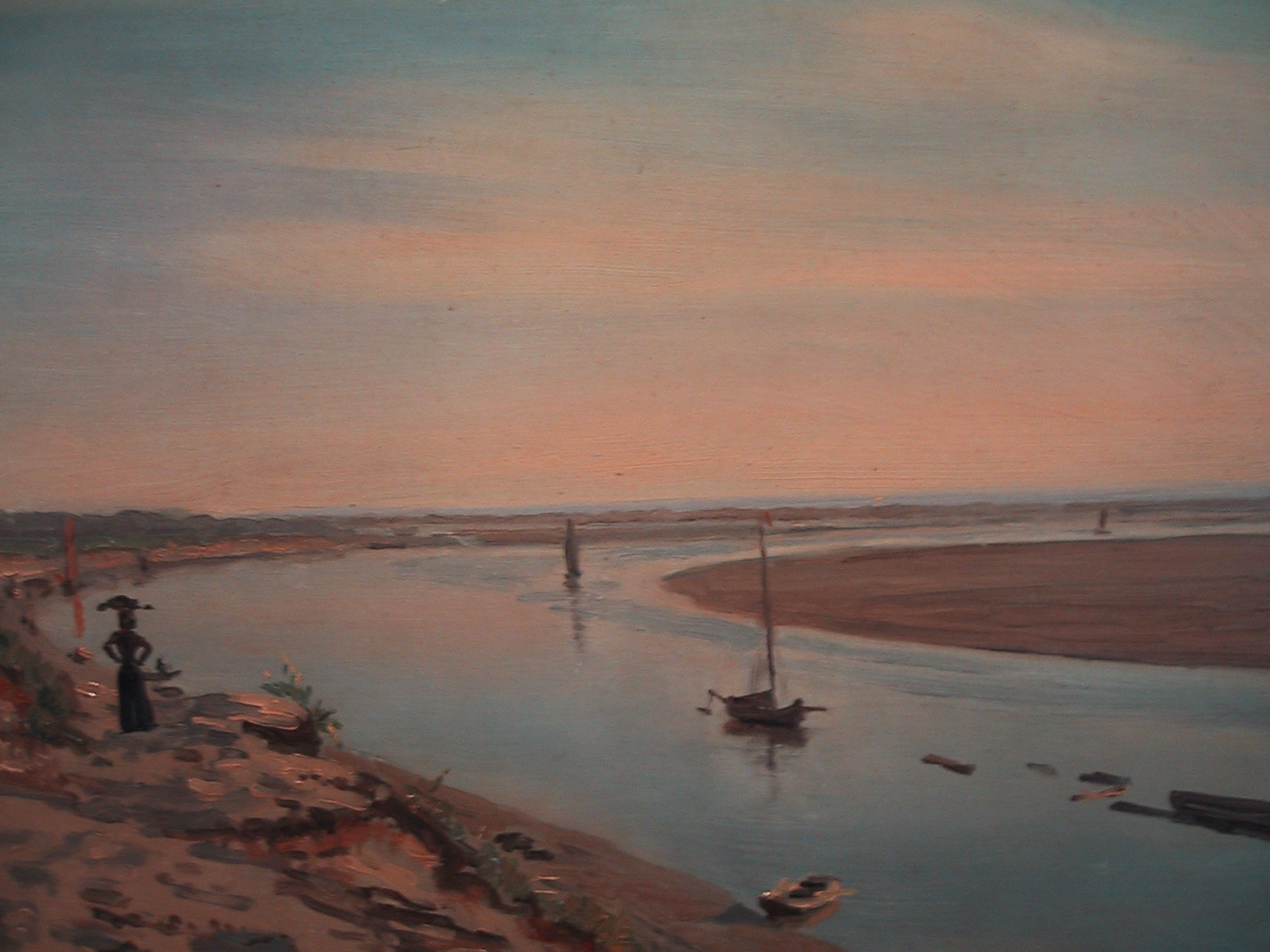
Nymindegab (Laurits Tuxen)

Otto William Frello (1924–2015), lokaler Künstler mit permanenter Ausstellung im Museum von Varde. Frello war für seinen surrealen und zugleich sehr realistischen und detaillierten Stil bekannt.
Laurits Tuxen ist als einer der Skagensmaler bekannt, aber schon 1879 besuchte er Nymindegab, wo er dazu beitrug, die Malerkolonie Nymindegabmalerne zu gründen. Die Künstler mieteten während der Sommermonate Zimmer im Gasthaus von Nymindegab, wo sie Skizzen malten, die sie nach der Rückkehr nach Kopenhagen fertigstellten. Einige der Werke von Laurits Tuxen werden im Museum von Nymindegab ausgestellt.
Das Kunstmuseum Westjütlands (das Janus-Gebäude) in Tistrup, zwischen Varde und Ølgod, mit einer Sammlung von ungefähr 2000 Werken, in erster Linie mit moderner Kunst und wechselnde Ausstellungen.
Varde Klassizismus – da Varde in seiner Geschichte mehrmals niedergebrannt ist, sind viele der Gebäude im Stadtzentrum aus dem letzten Teil des 17. Jahrhunderts oder dem Anfang des 18. Jahrhunderts, darunter der Kampmannske Hof und das Haus von Sillasen am zentralen Platz von Varde. Der Klassizismus gab vor die Mauern zu verputzen, was in Varde jedoch nicht geschah, da man kurz vor dem Klassizismus in der Lage war, rote Ziegelsteine massenhaft zu produzieren. Stattdessen wurden viele Details hervorgehoben. Das Resultat waren rote Mauern und rote Ziegeldächer mit vielen in Weiß gehaltenen Details.

## Gewerbe
Die Gewerbe von Varde können in fünf Sparten eingeteilt werden, wovon vier gemäß „Kontur 2014“ über dem Landesdurchschnitt liegen. Unter diesen sind Lebensmittel, Möbel, Kleider, Tourismus und Baugewerbe.
Unter den großen Unternehmen in der Gemeinde sind: Nobia, das unter anderem die Küchenmarken HTH und Invita herstellt und in Dänemark fast 2000 Menschen beschäftigt. BoConcept, Möbel und Zubehör, die dänische Produktion von BoConcept ist in Ølgod angesiedelt. Fibervisions ist, auf globaler Ebene, eine der führenden Firmen, wenn es um „Bikomponente Fasern“ geht, die in einer Unzahl von Produkten, wie Faserplatten und Teebeuteln, verwendet verden. Hinzu kommt Titan Europe, Produzent von Windturbinenmasten, Subunternehmen von Titan Wind Energy.
Varde ist einer der größten Tourismusgemeinden Dänemarks und hat unter anderem deshalb mehrere große Tourismusunternehmen, die die Küstenregion von Varde prägen. Unter diesen Unternehmen sind Hvidbjerg Strand Feriepark (Blåvand Badeland), das im Jahr 2013 Platz 42 auf der Liste der meistbesuchten Attraktionen in Dänemark belegte. Varde fokussiert sich einerseits auf die Natur, aber auch auf die Handelsgeschichte. Daher steht das bisherige Motto „Varde - Stadt des Handels“ mit dem Motto „Wir in der Natur“ zunehmend in Konkurrenz. Touristen besuchen in den Ferienzeiten vor allem die Küstenörtchen Blåvand (Oksby), Henne Strand und Vejers Strand.
Östlich der Ferienhaus-, Küsten- und Übungsgebiete von Varde ist die Gemeinde zum Großteil Landwirtschaftsgebiet.
Infolge der Geschäftsentwicklung des Projekts „Naturen til bords“ hat sich für die Weiterführung und Förderung des Projekts nach der Herausgabe des Kochbuches „Naturen til bords“ eine Interessengemeinschaft unter dem Namen „Sydvestjyske Smagsoplevelser“  (Geschmackserlebnisse Südwestjütlands) gebildet. Unter den Interessenten befinden sich Varde Ådal Lam (Lamm), Hr. Skov in Blåvand (Delikatessen und Restaurant), Henne Kirkeby Kro (prominentes Gasthaus/Restaurant), NaturKulturVarde und viele andere.

## Armee
Die dänische Armee hat in der Gemeinde von Varde drei Kasernen, in Varde, Oksbøl und Nymindegab. Infolge eines Abkommens aus dem Jahr 2013 wurde die „Hærens Sergeantskole“ von Sønderborg nach Varde verlegt, womit die „Hærens Sergeantskole, Hærens Efterretningscenter und Hærens Kamp- og Ildstøttecenter“ in Varde zu finden sind.

## Tourismus

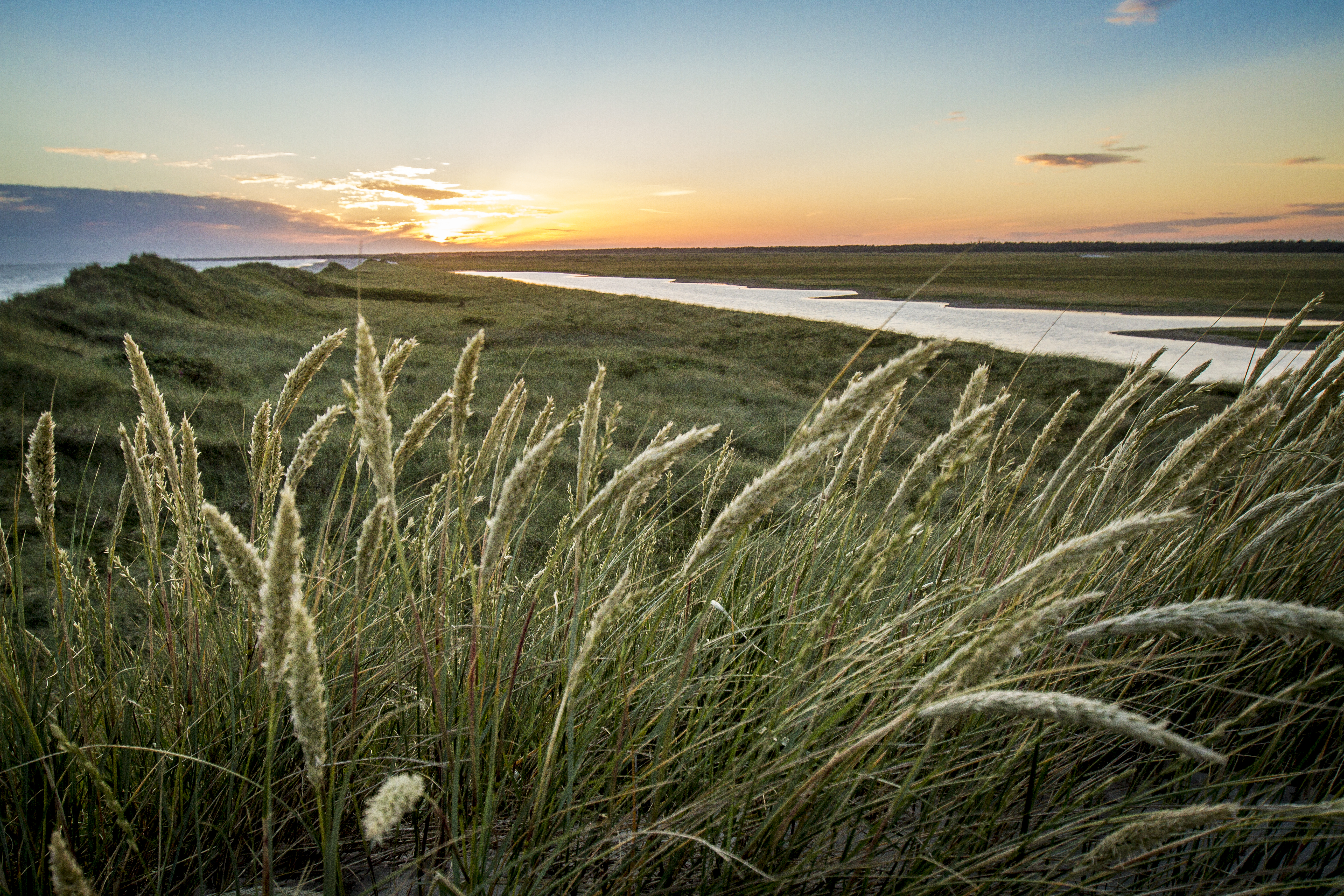
Sonnenuntergang in der Gemeinde von Varde

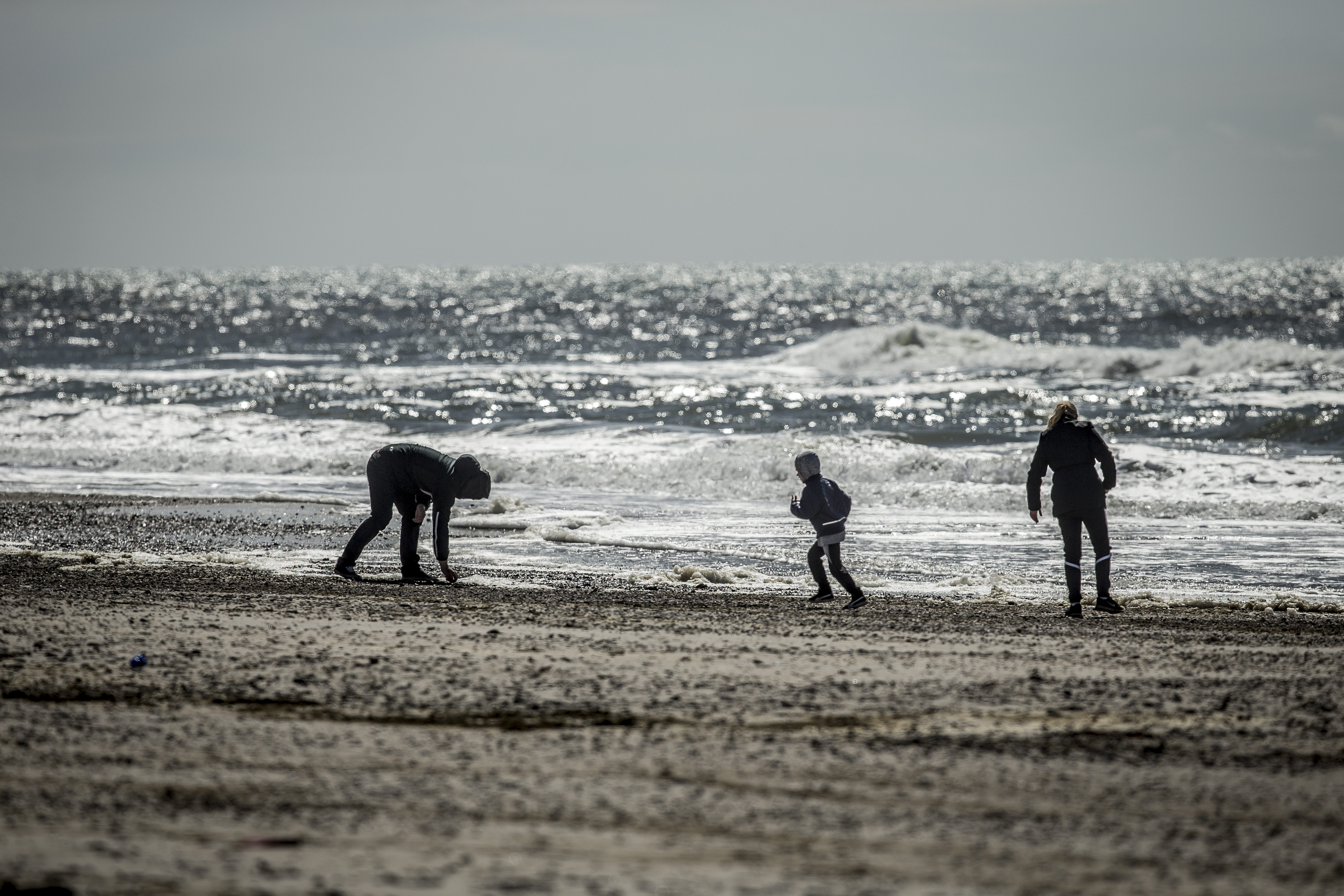
Am Strand bei Varde

Die langen Strände, die sich vom Skallingen im Süden bis Nymindegab im Norden erstrecken, und das charakteristische Aussehen des Gebietes zogen am Anfang des 18. Jahrhunderts meist Künstler/Maler in der Küstenregion von Varde, die in der Landschaft ihre Inspiration fanden und den Tourismus begründeten. Als die gewöhnlichen Arbeiter in den 1920ern ein Recht auf zwei Ferienwochen bekamen, zog es die Arbeiter auch an die westlichen Küsten Dänemarks. Die beschleunigte den Bau von Ferienhäusern und machte die Ferienhausindustrie von Varde zu dem was sie heute ist. Henne Mølleå Badehotel wurde 1935 von Poul Henningsen als kulturradikaler Zufluchtsort/Refugium entworfen und 1936 gebaut.
Varde ist die größte Küstentourismusgemeinde Dänemarks. Insbesondere zieht es viele Touristen an die Küstendestinationen der Nordsee/Vesterhavet wie z. B. Blåvand im Süden über Vejers Strand und Henne Strand bis Nymindegab im Norden der Gemeinde. Der weitaus größte Teil des Tourismus in der Gemeinde von Varde ist der Ferienhausvermietung gewidmet, wo insbesondere Gäste aus Deutschland eine große Kundengruppe sind. Eine Steigerung bei dänischen und norwegischen Besucher, die die Westküste Dänemarks als Urlaubsort wählen, ist zu verzeichnen.

## Transport und Infrastruktur

### Auto
Der Großteil des Verkehrs geht über dem Primärweg 11, der von Tønder über Varde und weiter der Westküste Jütlands entlang nach Aalborg geht. Primärweg 11 kreuzt die E20 (die Esbjergautobahn) bei Korskro, von wo aus es 10 km nördlich nach Varde geht.

### Eisenbahn

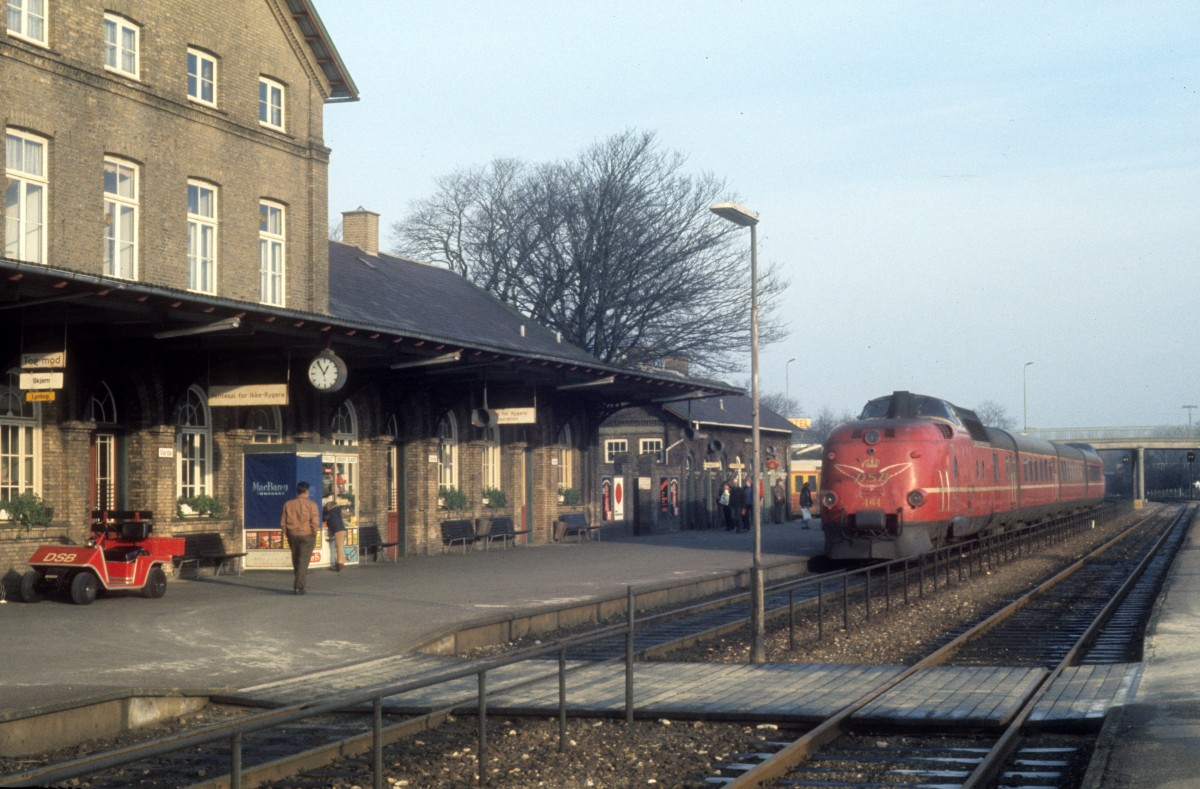
Lyntog der DSB im Bahnhof Varde, 1975

Der Bahnhof in Varde liegt an der Vestjyske Længdebane (Westjütischen Längsbahn), die Esbjerg mit Struer verbindet, im südlichen Abschnitt zwischen Esbjerg und Skjern. In Varde zweigt von dieser DSB-Strecke die vollspurige Privatbahn Varde–Nørre Nebel nach Nørre Nebel ab, die Oksbøl und andere Orte nahe der Nordseeküste für den öffentlichen Personenverkehr erschließt.

### Fahrrad
Der Nordseeküsten-Radweg berührt zwar nicht die Stadt Varde, führt aber ab Oksbøl durch die zur Gemeinde Varde gehörenden Küstenorte Vejers (Oksby Sogn), Kærgård und Lønne.
In den letzten Jahren hat man in der Gemeinde von Varde das Netz von Fahrradwegen beträchtlich ausgeweitet, mit großer Hilfe von lokalen Landbesitzern, wobei es möglich gewesen ist, ungefähr 20 km Fahrradweg von Varde Stadt bis Nørre Nebel zu bauen und ungefähr 10 km von Varde Stadt bis Næsbjerg. Darüber hinaus gab es schon zirka 25 km Fahrradweg von Varde Stadt bis Blåvand und fast 20 km Fahrradweg zwischen Varde Stadt und Esbjerg.
- Unter anderem dies wurde 2014 vom Cyklistforbundet ausgezeichnet, das Varde zur „Fahrradgemeinde des Jahres 2014“ wählte, ein Preis, der jedes Jahr an eine Gemeinde geht, die den Individualverkehr der Fahrradfahrer priorisiert und auf diesem Gebiet eine mehrjährige Strategie vorweisen kann.

### Wandern
Wanderern steht der „Nordsee-Wanderweg“ durch die Gemeinde und die „kyst til kyst-stien“ – frei übersetzt „Küste zu Küste-Wanderweg“ – zur Verfügung. Er geht 130 km quer durch Jütland von Blåvand bis Vejle. Darüber hinaus gibt es an der Westküste mehrere kürzere Wanderwege.

## Sport

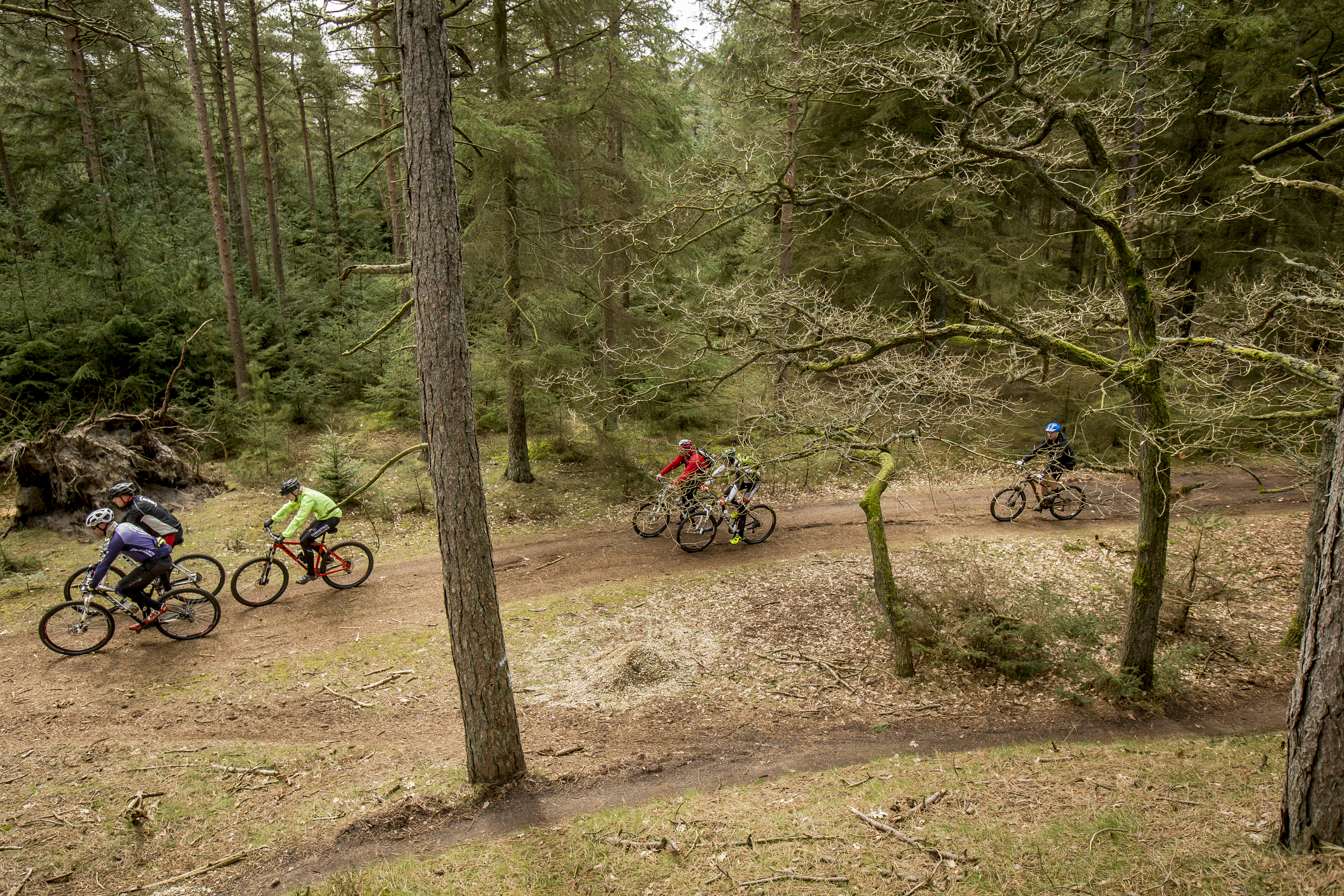
Mountainbiking in Varde

- Speedway ist in Varde von überdurchschnittlicher Bedeutung.

Außerdem gibt es in der Landschaft Möglichkeiten für Fahrradfahren und Mountainbikefahren, Strandsport, Fischen, Golfen und Jagd sowie Fallschirmspringen.

## Festivals und jährliche Ereignisse in Varde
- Varde Open Air

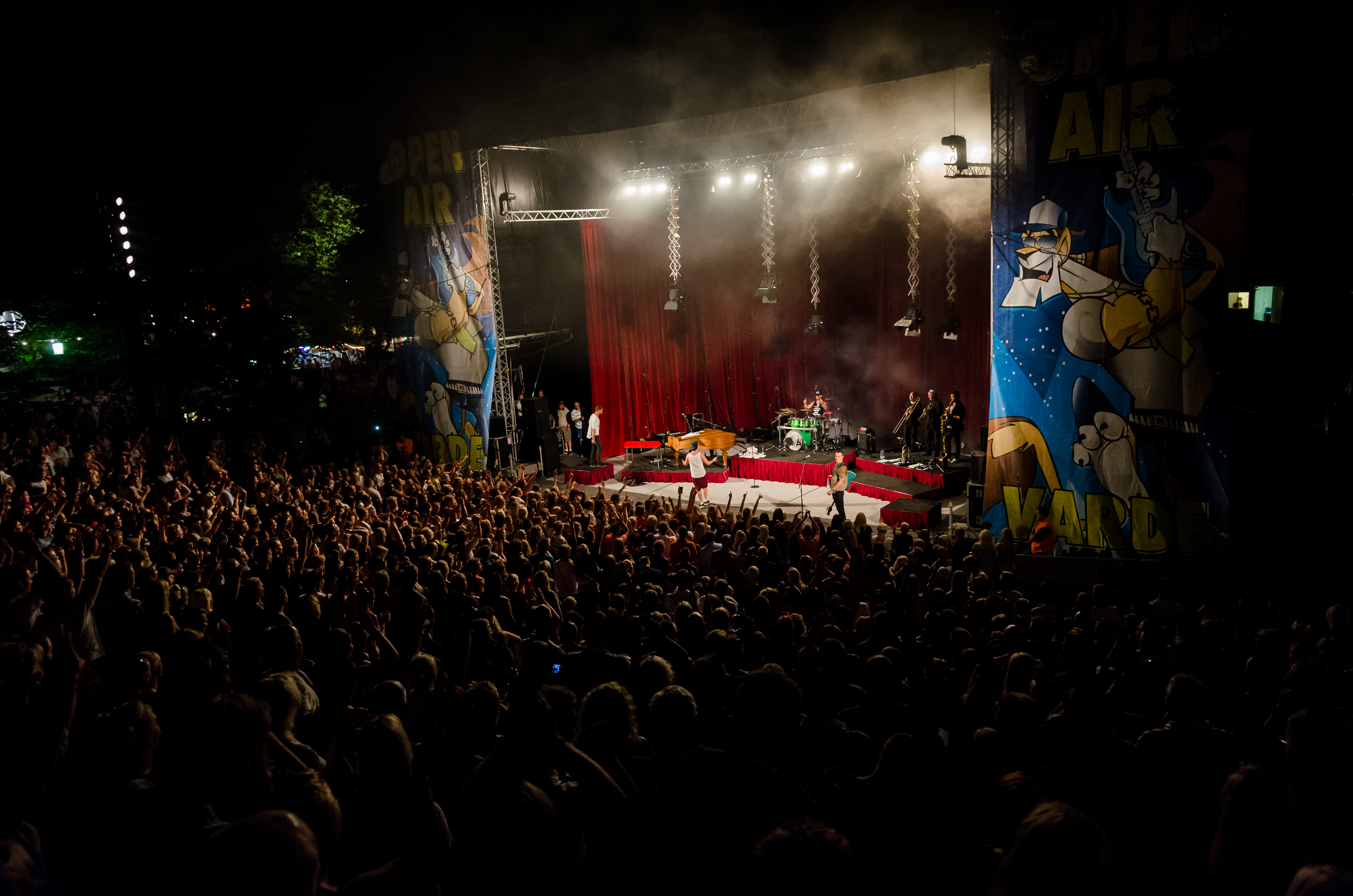
Varde Open Air

- Sommertheater/Sommerspiele in Varde
- Tag des Waldes, Stromes/Baches, Sees und Meeres.
- Rotwildfestival
- Bernsteinfestival
- Lammfestival
- Wattenmeerfestival
- Der Schafsmarkt in Ho
- Varde Nisse-tri(atlon)

## Galerie

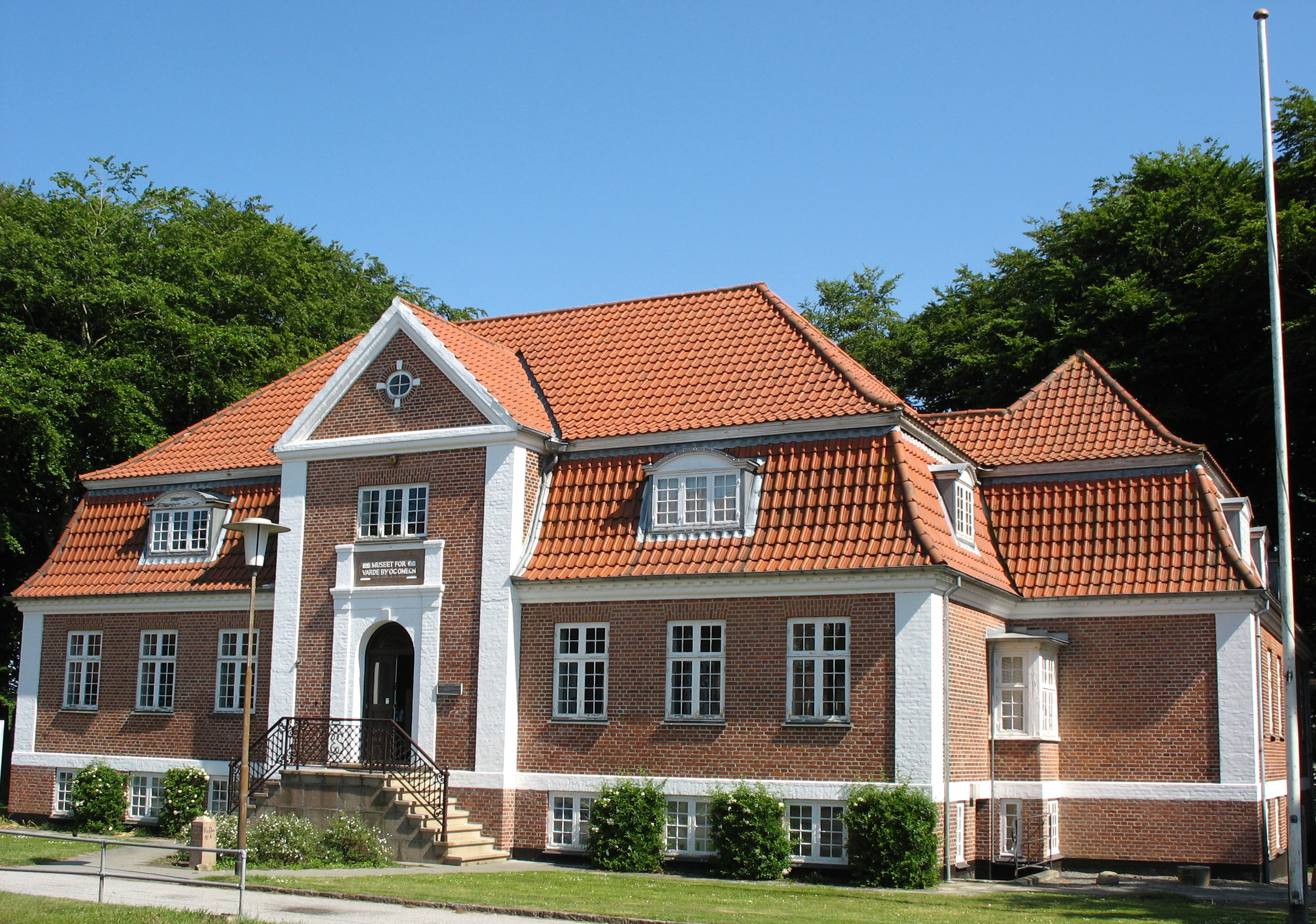
Varde Museum
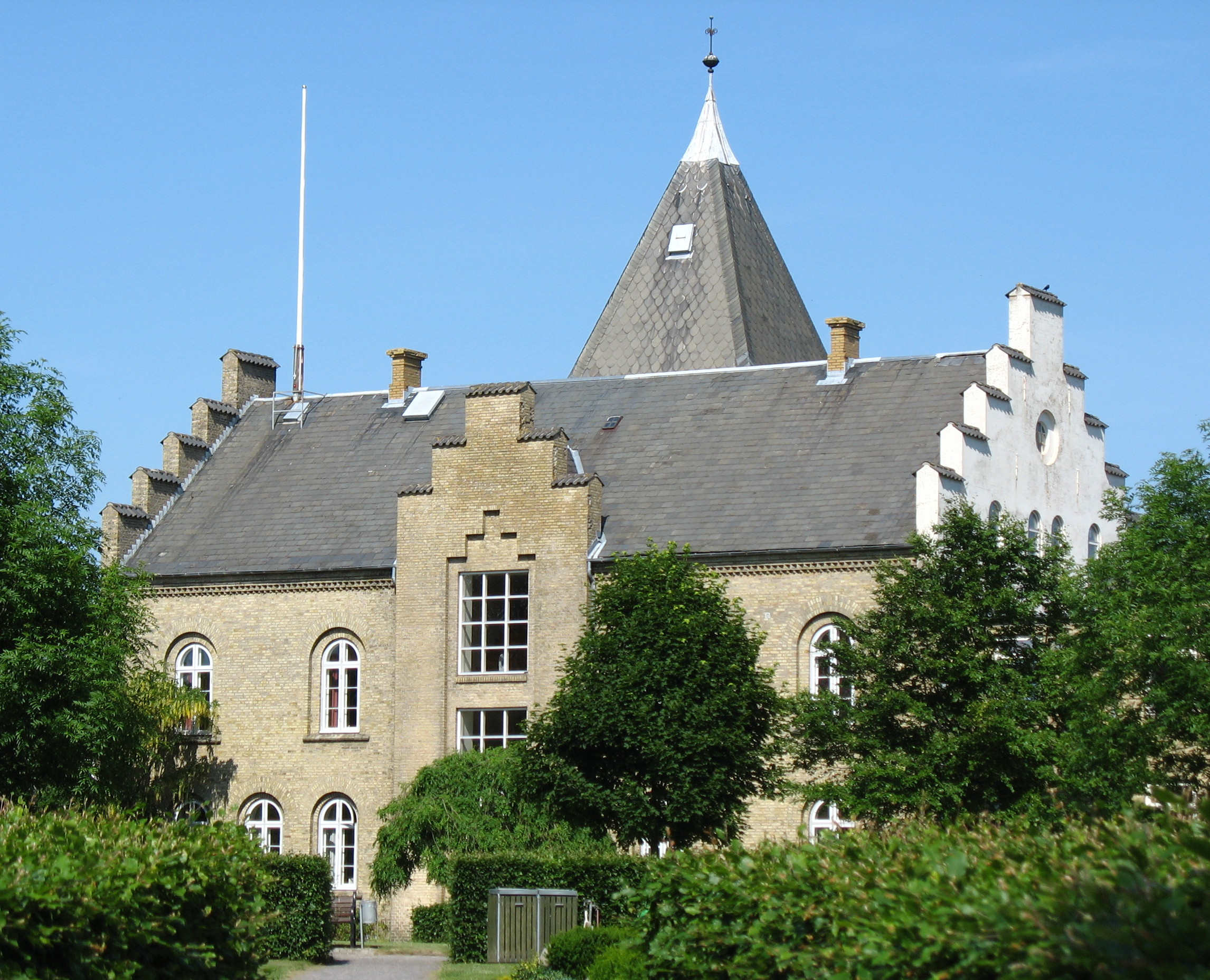
Das Alte Rathaus
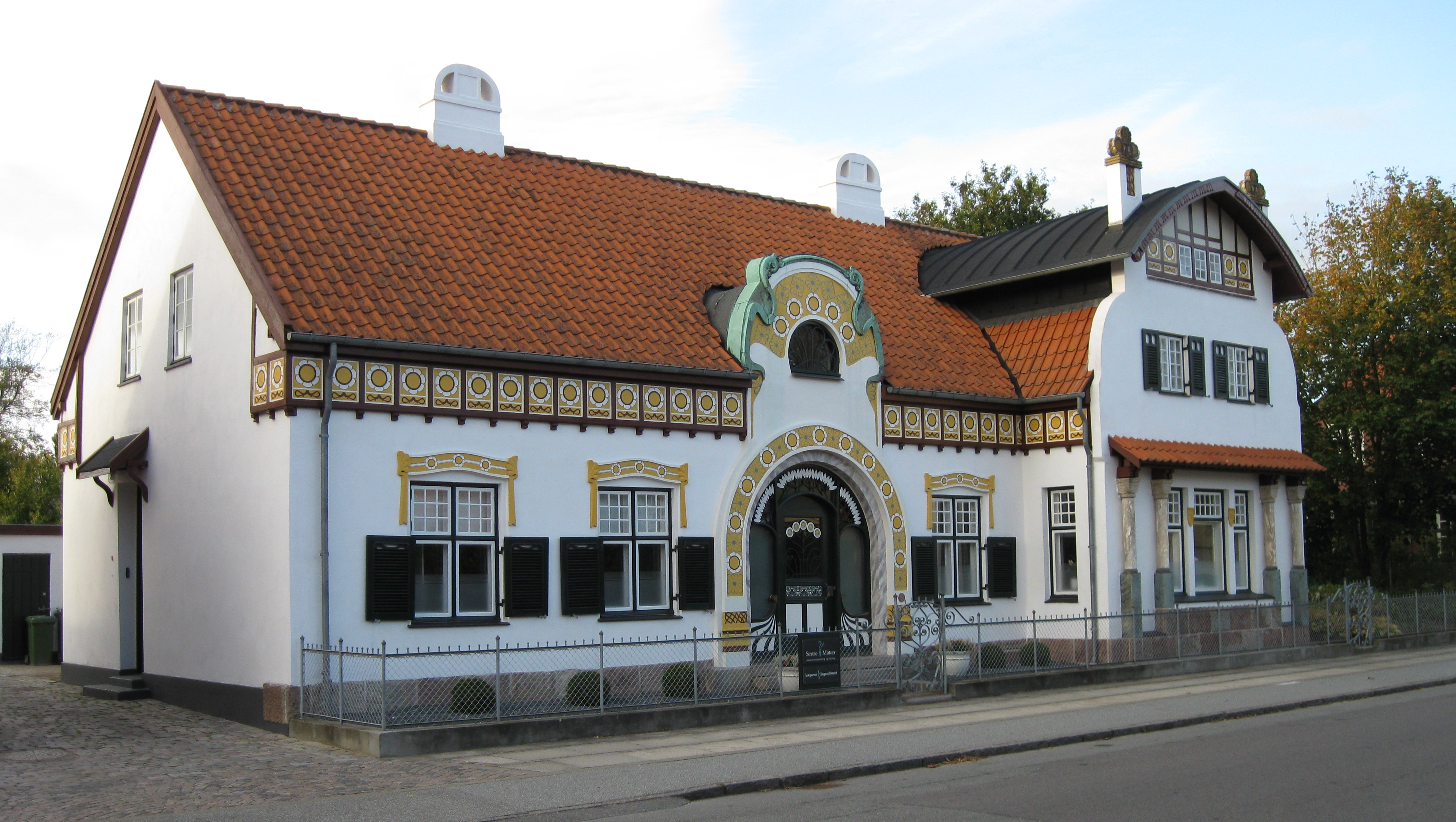
Jugendhuset – Das Jugendstilhaus
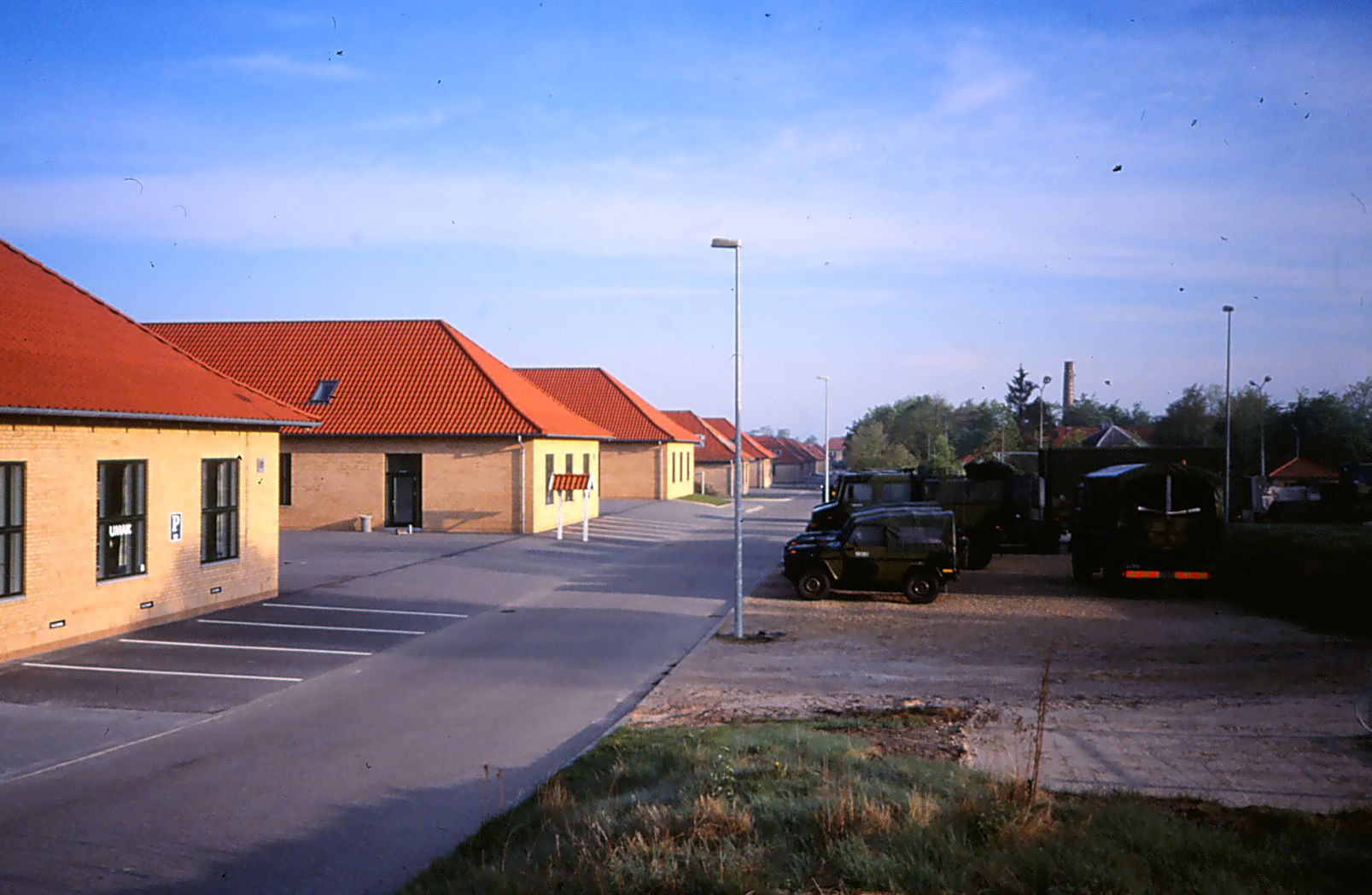
Varde Barracks
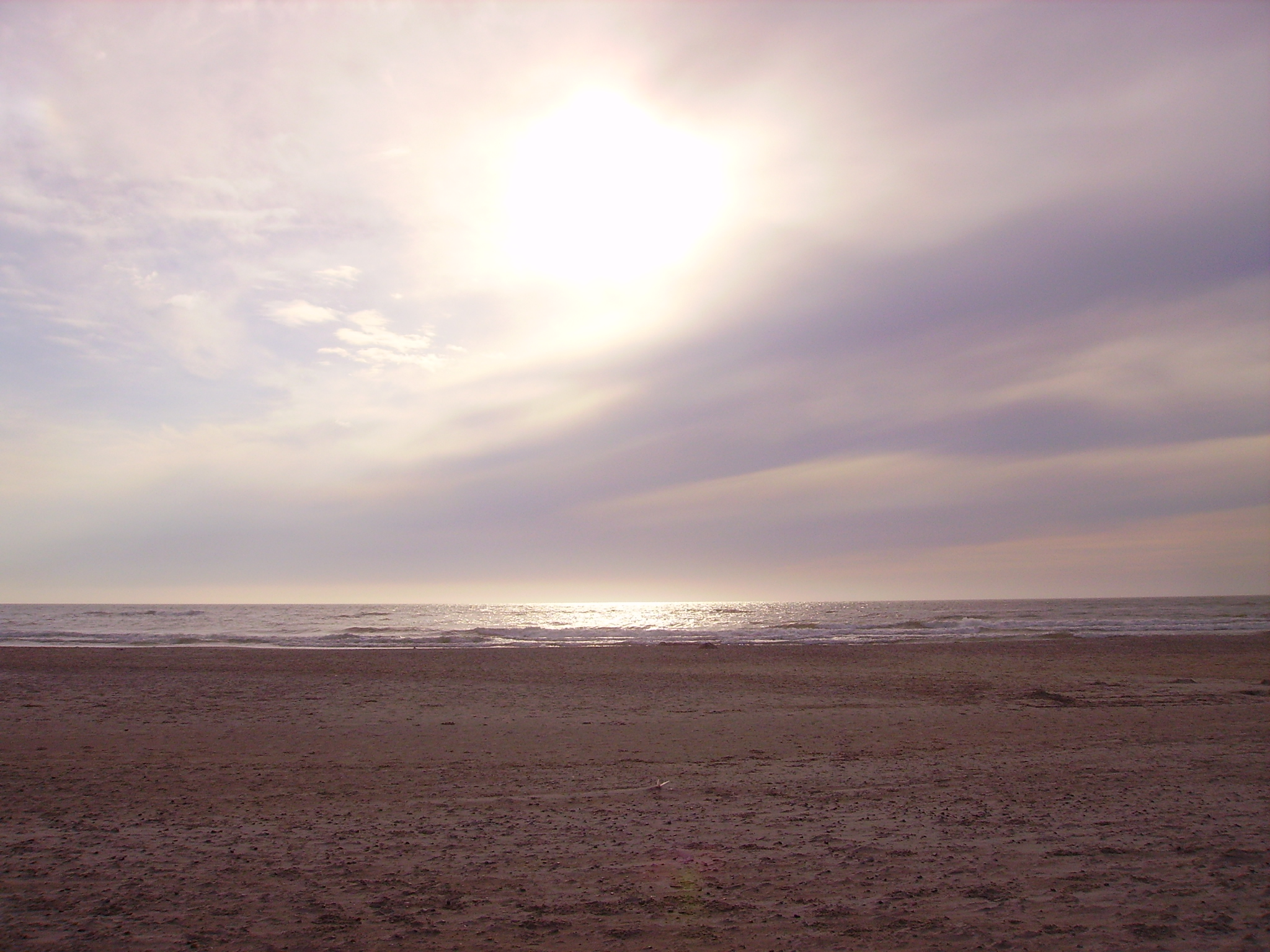
Henne Strand
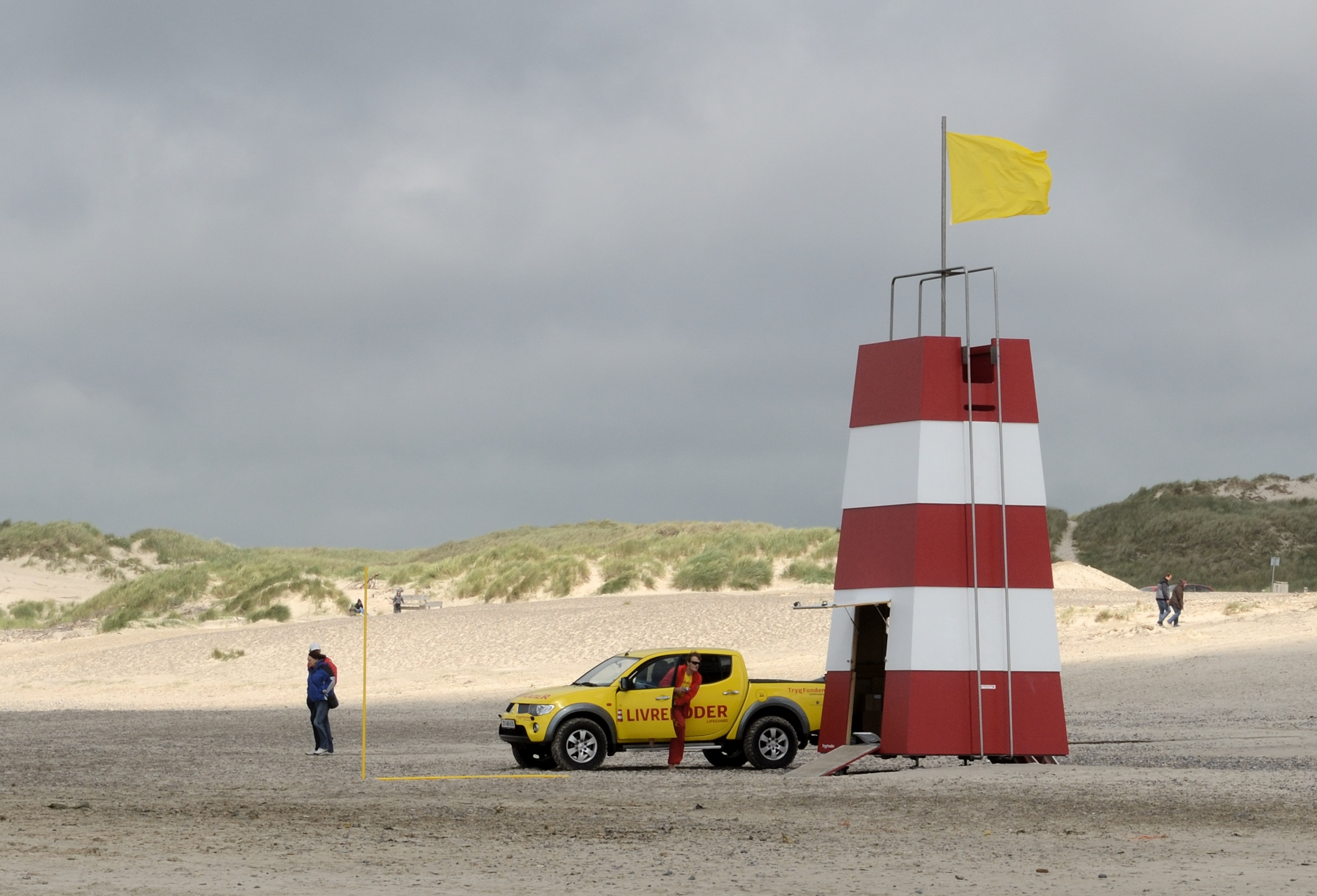
Henne Strand
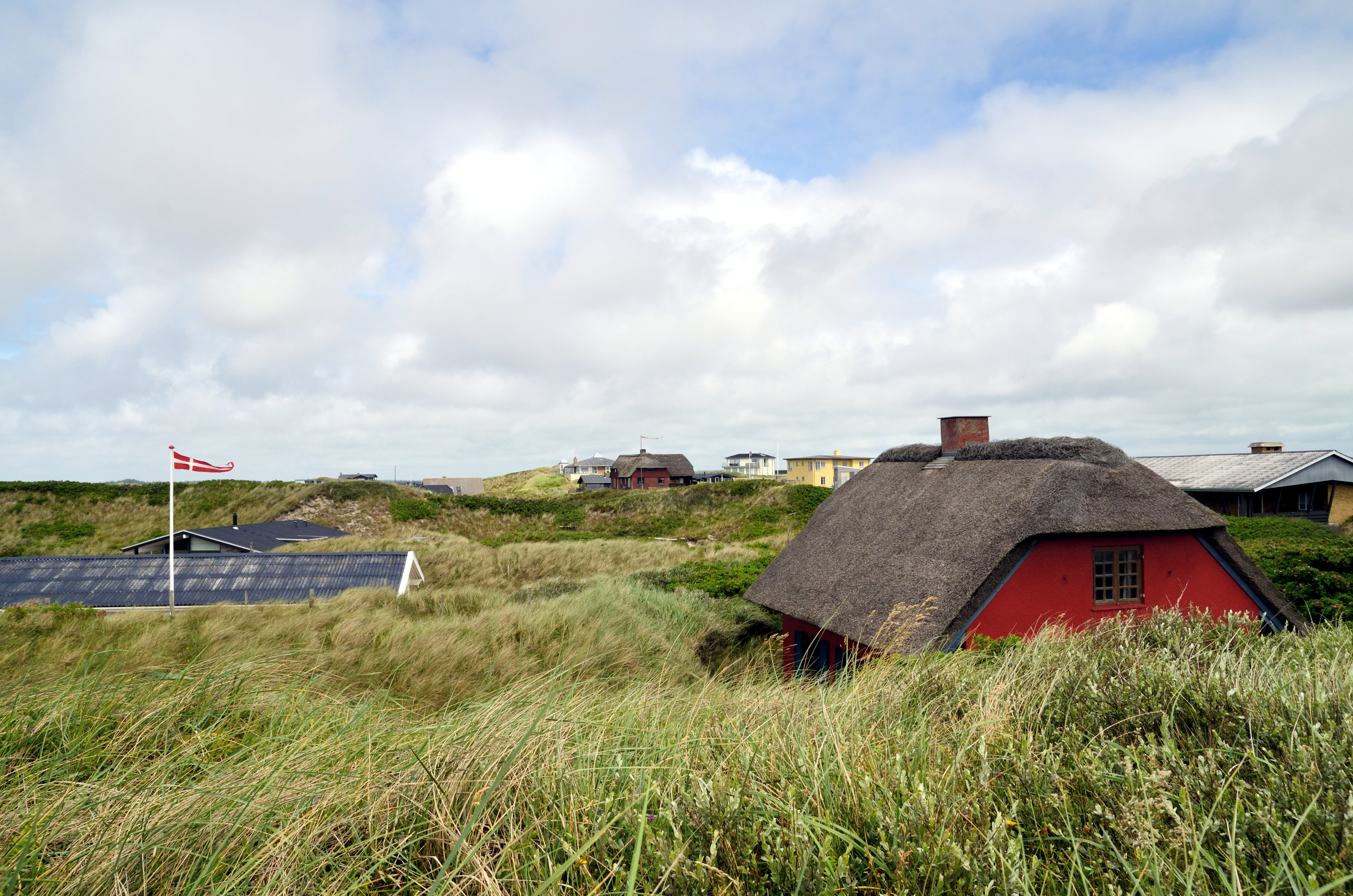
Ferienhäuser Henne Strand
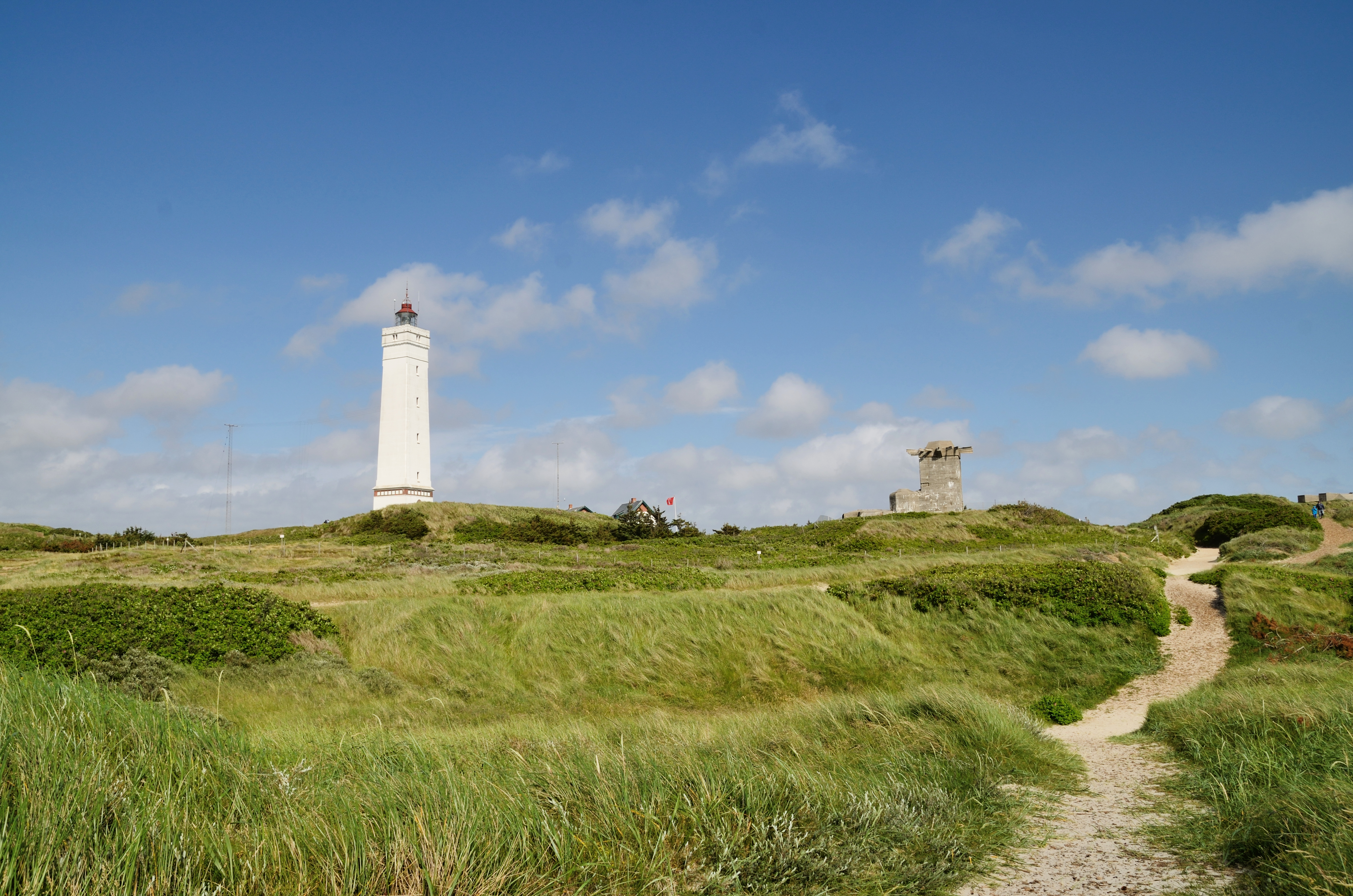
Leuchtturm Blåvandshuk und der Atlantikwall